# Cantonul Saint-Laurent-du-Maroni
Cantonul Saint-Laurent-du-Maroni este un canton din arondismentul Saint-Laurent-du-Maroni, departamentul Guyana Franceză, regiunea Guyana Franceză, Franța.

## Comune
- Saint-Laurent-du-Maroni